# مقاطعة كوانزا سول
كوانزا سول هـي أحد مقاطعات أنغولا تقع جنوب نهر كوانزا، يقدر عدد سكانها بحوالي 1.8 مليون نسمة وتتربع على مساحة قدرها 55.66 ألف كم2 وعاصمتها هـي المدينة سومبي.

## الموقع الجغرافي
تقع المحافظة في الوسط الغربي للبلاد ويحدها من الغرب المحيط الأطلسي ومن الشمال مقاطعات بنغو وملانجي وكوانزا نورت ومن الجنوب مقاطعتي بنغيلا وهوامبو ومن الشرق مقاطعتي ملانجي وبيي

## المحافظات
تنقسـم مقاطعة كوانزا سول إلى 12 محافظة هـي:
- أمبويم
- كاسونغي
- سيلا
- كوندا
- إيبو
- ليبولو
- موسيندي
- بورتو أمبويم
- كويبالا
- كويلندا
- سيليس
- سومبي

## البلديات
وتنقسـم إلى 36 بلدية هي:
| - أسانغو - بوتيرا - دومبي - إيبو - غابيلا - غانغولا - كابوتا - كالولو - كابولو | - كاريانغو - كسانجي - كاسونيي - كيبالا - كيينها - كيكومبو - كييندا - كيسانغا كونغو - كيسونغو | - كوندا - كونغو إيسانغا - كونجو - مونينغا - موسيندي - ندالا كاشيبو - بامبانغالا - كويسانغا - سانغا | - ساو لوكاس - أوكو سيليس - واكو كونغو - سومبي - بورتو أمبيوم - كويبازي - أتومي - كوريمبو - أمبوفيا |

## أعلام
- ليدي ماي

## روابط خارجية
- الموقـع الرسمـي نسخة محفوظة 7 مارس 2015 على موقع واي باك مشين.
- معلومات عـن المقاطعة في موقع إينفـو أنغولا